# Чемпионат Португалии по регби
Дивизан де Онра (порт. Divisão de Honra) — высший дивизион чемпионата Португалии по регби-15. Турнир проводится с 1958 года и на данный момент объединяет 10 клубов.

## Участники
Сезон 2012/13.
| Команда      | Город                |
| ------------ | -------------------- |
| «Агрономия»  | Лиссабон             |
| «Академика»  | Коимбра              |
| «Белененсиш» | Санта-Мария-де-Белен |
| «Бенфика»    | Лиссабон             |
| «Дирейту»    | Лиссабон             |
| «Кашкайш»    | Кашкайш              |
| КДУЛ         | Лиссабон             |
| «КДУП»       | Порту                |
| «КРАВ»       | Аркуш-ди-Валдевеш    |
| «Текнику»    | Лиссабон             |

## Победители

### Чемпионы Португалии
| - 1958/1959: «Белененсиш» - 1959/1960: «Бенфика» - 1960/1961: «Бенфика» - 1961/1962: «Бенфика» - 1962/1963: «Белененсиш» - 1963/1964: «КДУЛ» - 1964/1965: «КДУЛ» - 1965/1966: «КДУЛ» - 1966/1967: «КДУЛ» - 1967/1968: «КДУЛ» - 1968/1969: «КДУЛ» - 1969/1970: «Бенфика» - 1970/1971: «КДУЛ» - 1971/1972: «КДУЛ» - 1972/1973: «Белененсиш» - 1973/1974: «КДУЛ» - 1974/1975: «Белененсиш» - 1975/1976: «Бенфика» - 1976/1977: «Академика» - 1977/1978: «КДУЛ» - 1978/1979: «Академика» - 1979/1980: «КДУЛ» - 1980/1981: «Текнику» - 1981/1982: «КДУЛ» - 1982/1983: «КДУЛ» - 1983/1984: «КДУЛ» - 1984/1985: «КДУЛ» - 1985/1986: «Бенфика» | - 1986/1987: «Кашкайш» - 1987/1988: «Бенфика» - 1988/1989: «КДУЛ» - 1989/1990: «КДУЛ» - 1990/1991: «Бенфика» - 1991/1992: «Кашкайш» - 1992/1993: «Кашкайш» - 1993/1994: «Кашкайш» - 1994/1995: «Кашкайш» - 1995/1996: «Кашкайш» - 1996/1997: «Академика» - 1997/1998: «Текнику» - 1998/1999: «Дирейту» - 1999/2000: «Дирейту» - 2000/2001: «Бенфика» - 2001/2002: «Дирейту» - 2002/2003: «Белененсиш» - 2003/2004: «Академика» - 2004/2005: «Дирейту» - 2005/2006: «Дирейту» - 2006/2007: «Агрономия» - 2007/2008: «Белененсиш» - 2008/2009: «Дирейту» - 2009/2010: «Дирейту» - 2010/2011: «Дирейту» - 2011/2012: «КДУЛ» - 2012/2013: «Дирейту» - 2013/2014: «КДУЛ» | - 2014/2015: «Дирейту» - 2015/2016: «Дирейту» - 2016/2017: «КДУЛ» - 2017/2018: «Белененсеш» - 2018/2019: «Агрономия» - 2019/2020: «Белененсеш» - 2020/2021: «Текнику» - 2021/2022: «Белененсеш» - 2022/2023: «Дирейту» - 2023/2024: «Белененсеш» |

### Результаты последних сезонов
| Сезон     | Чемпион      | Финал | Второе место |  | Третье место | Утеш. финал | Четвёртое место |
| 2000/2001 | «Бенфика»    | 15:09 | «Дирейту»    |  | «Агрономия»  | 27:12       | «Белененсиш»    |
| 2001/2002 | «Дирейту»    | 16:06 | «КДУП»       |  | «Бенфика»    | 39:18       | «Академика»     |
| 2002/2003 | «Белененсиш» | 18:06 | «Дирейту»    |  | «КДУП»       | 12:08       | «Агрономия»     |
| 2003/2004 | «Академика»  | 30:26 | «Агрономия»  |  | «Дирейту»    | 42:10       | «Белененсиш»    |
| 2004/2005 | «Дирейту»    | 13:09 | «Агрономия»  |  | «Белененсиш» | 34:22       | «Бенфика»       |
| 2005/2006 | «Дирейту»    | 22:06 | «Белененсиш» |  | «Агрономия»  | 25:15       | «Бенфика»       |
| 2006/2007 | «Агрономия»  | 15:08 | «Дирейту»    |  | «КДУЛ»       | 19:10       | «КДУП»          |
| 2007/2008 | «Белененсиш» | 22:21 | «Агрономия»  |  | «КДУЛ»       | 34:17       | «Бенфика»       |
| 2008/2009 | «Дирейту»    | 32:25 | «Агрономия»  |  | «КДУЛ»       | 41:41       | «Белененсиш»    |
| 2009/2010 | «Дирейту»    | 22:12 | «Агрономия»  |  | «КДУЛ»       | 28:19       | «Белененсиш»    |
| 2010/2011 | «Дирейту»    | 09:03 | «Белененсиш» |  | «Агрономия»  | 23:17       | «КДУЛ»          |
| 2011/2012 | «КДУЛ»       | 23:15 | «Агрономия»  |  | «Дирейту»    | 25:11       | «Академика»     |
| 2012/2013 | «Дирейту»    | 17:9  | «КДУЛ»       |  | «Белененсиш» | 22:9        | «Агрономия»     |
| 2014/2014 | «Дирейту»    | 15:19 | «КДУЛ»       |  | «Белененсиш» | 16:21       | «Текнику»       |

### Всего титулов
| Клуб         | Титулов | Победные сезоны |
| ------------ | ------- | --- |
| «КДУЛ»       | 20      | 1964, 1965, 1966, 1967, 1968, 1969, 1971, 1972, 1974, 1978, 1980, 1982, 1983, 1984, 1985, 1989, 1990, 2012, 2014, 2017 |
| «Дирейту»    | 011     | 1999, 2000, 2002, 2005, 2006, 2009, 2010, 2011, 2013, 2015, 2016                                                       |
| «Бенфика»    | 09      | 1960, 1961, 1962, 1970, 1976, 1986, 1988, 1991, 2001                                                                   |
| «Белененсиш» | 08      | 1959, 1963, 1973, 1975, 2003, 2008, 2018, 2022                                                                         |
| «Кашкайш»    | 06      | 1987, 1992, 1993, 1994, 1995, 1996                                                                                     |
| «Академика»  | 04      | 1977, 1979, 1997, 2004                                                                                                 |
| «Текнику»    | 03      | 1981, 1998, 2021 |
| «Агрономия»  | 02      | 2007, 2019 |